# Ana Catarina
Ana Catarina Silva Pereira, (Vila Franca de Xira, 19 de Novembro de 1992), é uma jogadora portuguesa de futsal que joga como guarda-redes na equipa do Sport Lisboa e Benfica.[carece de fontes?]

## Carreira

### Sport Lisboa e Benfica
Começou a jogar aos 12 anos na equipa de juniores do Vilafranquense, no entanto, acabou por ficar apenas uma época. É descoberta pelo Sport Lisboa e Benfica num torneio de verão por uma treinadora do clube, que a convida a participar em treinos de captação, com vista à criação de uma equipa de juniores feminina. A equipa acabou por não ser criada e foi convidada a ficar nos seniores aos 13 anos. 

### Lazio
Na época 2014-2015, decidiu fazer uma experiência no estrangeiro e mudou-se para a Lazio. Ganha a Supertaça Italiana e volta ao Sport Lisboa e Benfica na época seguinte.[carece de fontes?]

### Sport Lisboa e Benfica

#### 2016-2017
Durante a época cumpre um total de 28 jogos, divididos entre duas competições (24 no Campeonato Nacional, 4 na Taça de Portugal), uma vez que não jogou a Supertaça Portuguesa.[carece de fontes?]
A cumprir a sua décima época no clube e a terceira desde que a Taça Nacional foi substituída pelo Campeonato Nacional, a equipa do Sport Lisboa e Benfica acaba por ter a sua melhor prestação até à data com o feito inédito da conquista do "triplete", respeitante a competições nacionais (Campeonato Nacional, Taça de Portugal e Supertaça Portuguesa).
Em 2017 é eleita a segunda melhor guarda-redes pelo segundo ano consecutivo numa eleição feita pelo site Futsal Planet.

### Seleção Nacional
Faz a sua primeira internacionalização no dia 6 de dezembro de 2010, ao participar no jogo contra a Tailândia para o Torneio Mundial de Futsal Feminino em Alcobendas, Espanha. A Seleção Nacional ganhou o jogo por 0-5, acabando o torneio como vice-campeã, ao perder na final contra o Brasil por 5-1.
Em 2011 participa no Mundial de Futsal Feminino, realizado em Fortaleza, Brasil. A Seleção Nacional acaba no terceiro lugar, ao vencer a disputa com a Rússia por 3-0.
Participou no Mundial de Futsal Feminino 2012, realizado em Oliveira de Azeméis, ficando em segundo lugar, ao perder na final com o Brasil por 0-3.
No ano de 2013, participa no Mundial de Futsal Feminino realizado em Espanha. Depois de acabar a fase de grupos em segundo lugar, atrás da seleção espanhola, perde na semifinal com o Brasil por 5-1. Acabaria por ficar em quarto lugar, ao perder nas grandes penalidades com a seleção russa.
Durante o ano de 2014 participa no Mundial de Futsal Feminino, realizado na Costa Rica, acabando a competição em segundo lugar, ao perder com o Brasil.
Depois de uma fase de grupos em igualdade pontual com o Brasil no Mundial de Futsal Feminino de 2015, as derrotas com a seleção russa na semifinal e com a seleção espanhola na disputa do terceiro lugar, acaba por deixar a seleção portuguesa no quarto lugar e, por isso, fora das medalhas.
Em 2016 participa no Torneio Europeu das Quatro Nações realizado na província espanhola de Castilla-La-Mancha, uma vez que nenhuma federação se disponibilizou a organizar o Torneio Mundial. Com a participação das selecções da Rússia, Espanha e Itália, a Seleção Nacional acabaria por ficar em terceiro lugar.

## Títulos

### Sport Lisboa e Benfica
- Campeonato Nacional: 2016-2017
- Taça de Portugal: 2013-14, 2015-16 e 2016-17
- Taça Nacional: 2009–10
- Supertaça Portuguesa: 2016-17, 2017-18

### Lazio
- Supertaça Italiana:2014-15

### Seleção Nacional
- Torneio Mundial de Futsal Feminino: Vice-campeã em 2010,[5]2012[6] e 2014,[8] terceiro lugar em 2011.[5]
- Torneio Europeu das Quatro Nações: terceiro lugar em 2016.[10]

Prémios Individuais
- Melhor Guarda-Redes do Mundo: 2018
- Melhor Guarda-Redes do Mundo: 2º lugar (2016, 2017)[3]